# 藤田幽谷

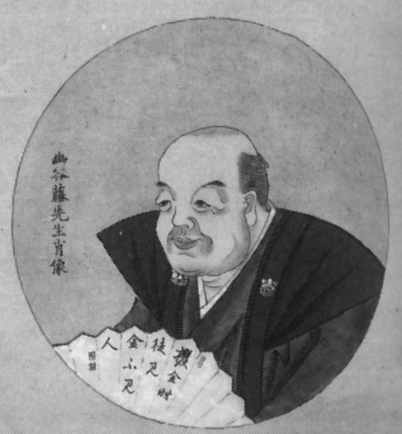
藤田幽谷像（1886年）草川重遠模写

藤田 幽谷（ふじた ゆうこく、1774年3月29日（安永3年2月18日） -  1826年12月29日（文政9年12月1日））は、江戸時代後期の儒学者・民政家。後期水戸学の中心人物の一人。藤田東湖の父親。名は一正。通称は熊之介、後に与介、また次郎左衛門。字は子定。著書に『正名論』『勧農或問』『修史始末』など。

## 略歴
常陸国水戸城下の奈良屋町に、古着商藤田屋を営む藤田与右衛門の次男として生まれる。母は根本氏の娘。祖父に藤田与左衛門。
幼少の頃から学問で頭角を現すようになり、寺社奉行下役の小川勘助や医師の青木侃斎に学ぶ。侃斎の推挙を受け、彰考館編修で後に総裁となる立原翠軒の門人となる。1788年（天明8年）にはその推薦で彰考館に入る。1789年（天明9年）には正式に館員となり、水戸藩の修史事業である『大日本史』の編纂に携わる。
水戸藩では徳川光圀の百回遠忌に向けて写本を献本するため『大日本史』の校訂と浄書を行っていたが、『大日本史』の題号に国号を憚るべきとする題号問題が発生していた（史館動揺）。翠軒が藩主治保からこの問題を諮問されている間に幽谷は翠軒を差し置いて題号を『史稿』に改めるべきであるとする意見書を提出し、翠軒の修史方針や藩主治保の修学態度、さらには藩政改革の提言や対外情勢への意見などを著作で発表し、一時は編修職を解任される。この史館動揺は党派的な対立に発展する。
1807年（文化4年）彰考館の総裁に就任、150石を受ける。著作である『勧農或問』は水戸藩天保の改革の農村対策に影響を与えた。1812年（文化9年）再び総裁を専任。門人に次男である藤田東湖、豊田天功、会沢正志斎らがおり、彼らは水戸学の尊王攘夷思想を全国に広める活動を行った。